# 洪清梅
洪清梅（印尼語名字：Ellen Angelinawaty，1976年6月30日—）是一名已退役印尼女子羽球運動員，現在是針記羽毛球俱樂部的羽球教練。
洪清梅出生於中爪哇省的沙拉迪加。1997年，她贏得了馬來西亞羽球國際賽和印尼羽球國際賽的女子單打冠軍。她在2000年亞洲羽球錦標賽中進入女子單打決賽，僅輸給中國的謝杏芳而獲得了銀牌。同年，她參加了雪梨奧運會。在職業生涯的巔峰時期，她贏得了2001年印尼羽球公開賽，在決賽中擊敗了中國球員王晨。